# Église catholique au Burundi

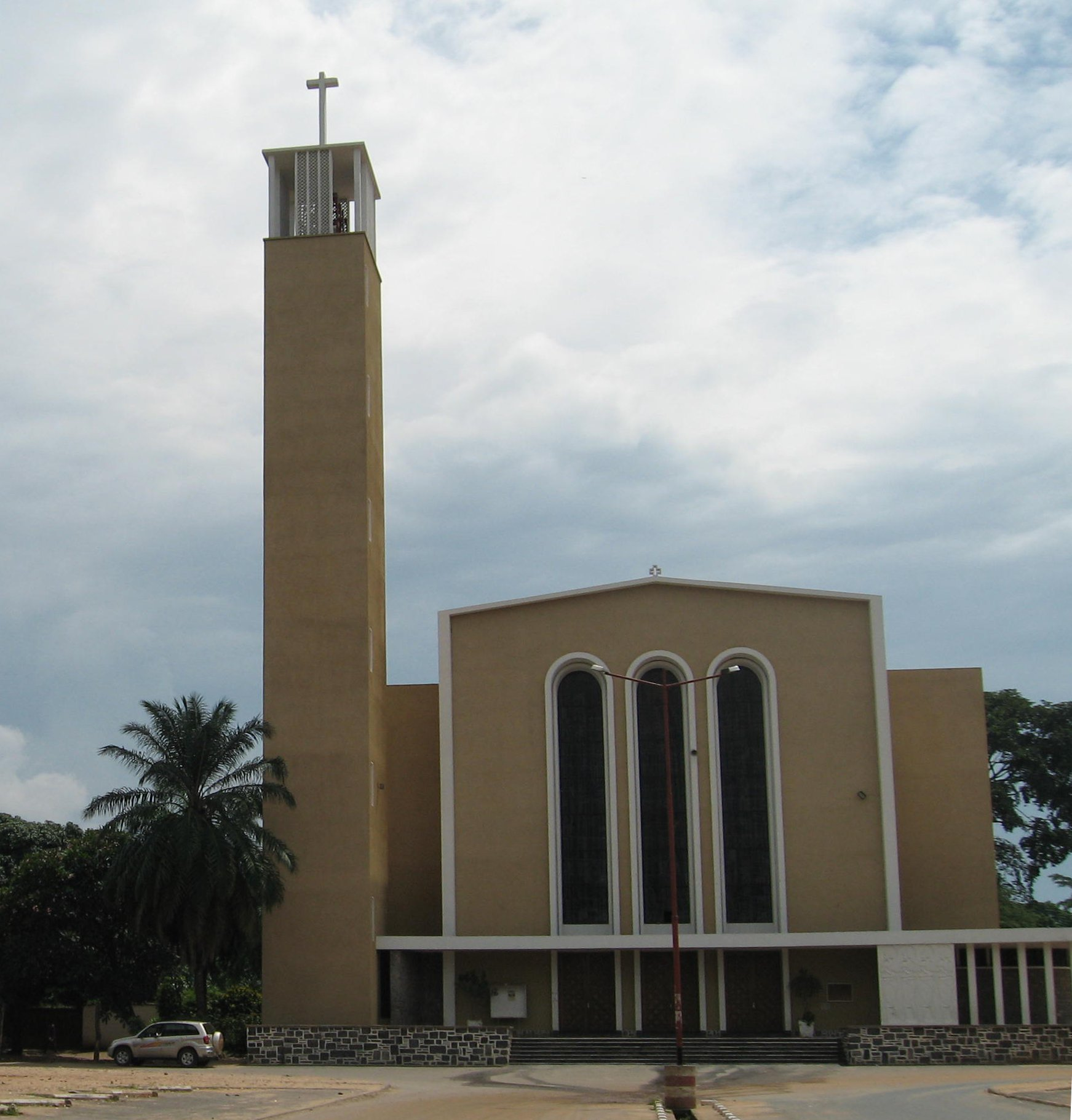
La cathédrale Regina Mundi de Bujumbura.

L’Église catholique au Burundi est l'ensemble des membres de l'Église catholique, sous la direction spirituelle du Pape. Les catholiques représentent environ deux tiers de la population totale du Burundi, soit 4 millions de personnes.

## Histoire
Le catholicisme est introduit pendant la période coloniale allemande. La première tentative de répandre le catholicisme aux Burundais est à Rumonge le 30 juillet 1879 quand le chef Bikari accepte les deux pères blancs, Deniaud et Dromaux, et dure jusqu'au 4 mai 1881, jour de leur mort, quand ce même chef craint la réaction du roi Mwezi Gisabo à la présence de personnes étrangers. Des pères blancs reviennent en 1884 à Bujumbura. Une fois de plus, ils doivent partir en raison de la violence provoquée par des marchands d'esclaves arabes. Une troisième tentative près d'Uzige en 1891 est contrecarrée par les marchands d'esclaves. Lors d'une quatrième tentative en 1896, les pères Van der Burght et Van der Biesen restent six semaines puis fuient. Cependant, ils retournent au Burundi près de Buzige en novembre 1896. Quelques années plus tard, en janvier 1898, le père Van der Biesen meurt d'une fièvre, et ce même jour, la station de mission est détruite par une violente tempête. Le père Van der Burght part le mois suivant.
La première mission permanente au Burundi est créée le 5 mai 1898 à Muyinga. Elle est brûlée deux fois par un chef qui considère les pères comme des ennemis, une fois le 14 août 1898, et une autre le 18 mars 1899. Néanmoins, elle est reconstruite à nouveau en mai 1899 alors qu'une autre mission fut établie en février 1899. Un homme, Mwami Mwezi IV Gisabo, tente de les faire sortir de sa propriété par l'utilisation de charmes et de menaces surnaturelles, mais un autre sorcier lui  dit qu'il devrait s'arrêter, car Imana les protégerait. Les missions continuent à apparaître dans des endroits comme Buhonga en 1902, Kanyinya 1904, Rugari 1909 et Buhoro 1912. Toutes ces missions commencent pendant la domination coloniale allemande de 1896 à 1916.
Lorsque la Belgique reprend la domination coloniale des Allemands en 1916, la mission catholique est plus imposante. Entre 1916 et 1962, l'année de l'indépendance du Burundi, le catholicisme passe de 5 759 membres à 1 517 817. Une grande partie du travail de santé et d'éducation est effectuée par le biais de l'Église catholique. L'Église catholique est financée et soutenue exclusivement par le pouvoir colonial belge jusqu'en 1946 ; l'Église protestante a un certain soutien, mais n'est pas aussi proéminente ou importante que l'Église catholique.
Combiné avec le Rwanda sous le vicariat apostolique de Kivu, créé en 1912, le Burundi a son propre vicariat en 1922. Le vicariat apostolique du Burundi est divisé en vicariat de Gitega et Ngozi en 1949. Les premiers prêtres ethniquement burundais sont ordonnés en 1925.
Pendant la période coloniale, l'Église catholique ne fait pas la promotion des divisions ethniques, tandis que les Belges et les Allemands favorisent les Tutsis. Dans les années 1930, les chefs tutsis commencent à se convertir à la foi catholique dans l'espérance de la fin des incendies de forêt. Malgré un nombre auparavant grand de chefs tutsis convertis au catholicisme, le roi tutsi Mwambutsa reste animiste alors qu'il vit de façon occidentale. Les Hutus se convertissent aussi fortement.
En 1930, plus de 70% des Burundinais sont convertis à l'Église catholique. Un millier de baptêmes sont célébrés par semaine en 1935, faisant de Burundi l'une des missions catholiques les plus prospères. Ainsi, le pays est un front de résistance à l'islam, à côté du Rwanda, où le catholicisme prospère également. Les conversions sont dues à une catéchisation bien organisée de quatre ans dans une population bien disposée à adopter la foi catholique et un apostolat profane actif qui travaille en étroite collaboration avec la hiérarchie. L'arrivée des prêtres de la Société des missionnaires d'Afrique effectue une évangélisation de masse des personnes, affaiblissant les croyances tribales. Les prêtres blancs introduisent l'alphabet latin et l'orthographe pour le kirundi et le kinyarwanda. Deux congrégations sœurs burundaises et une congrégation de frères et sœurs se développent, et les prêtres laïques belges, espagnols, français et italiens aident les ordres religieux des hommes et des femmes dans le travail missionnaire.
Bujumbura a un évêque ethniquement burundien en 1959 et Ngozi en 1961. La plupart des missionnaires furent français, le français continue à être la langue officielle.
Après l'indépendance du Burundi, le 1er juillet 1962, une guerre ethnique éclate entre la minorité tutsie au pouvoir, soutenue par l'armée, et les rebelles hutus. En raison de son idéal de pitié pour les plus pauvres, l'Église catholique apparaît comme un soutien des Hutus. Le gouvernement confisque plusieurs écoles catholiques au début des années 1970. Dans les années 1980, des missionnaires étrangers sont expulsés du pays, le gouvernement impose plus de restrictions à l'église, nationalise le plus grand séminaire de Ngozi et les six séminaires plus petits du pays. Les rassemblements religieux sont interdits sans approbation préalable, le mouvement des jeunes de l'église est interdit, la station de radio catholique et le journal sont fermés.
En 1987, Pierre Buyoya, catholique, devient président à la suite d'un coup d'État militaire. Il rétablit les libertés religieuses et veut une bonne relation avec l'Église catholique. 

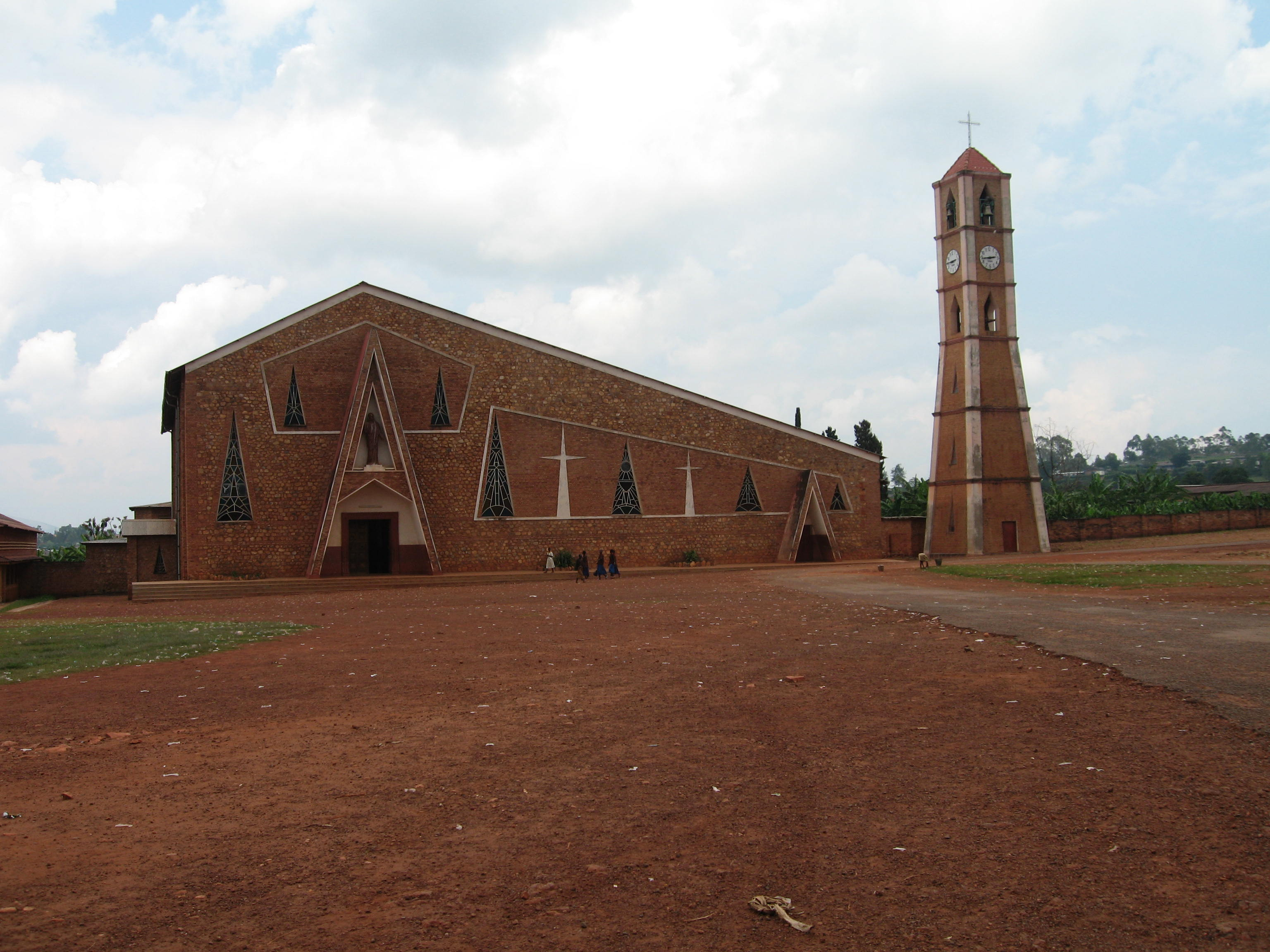
La cathédrale du Christ-Roi de Gitega.

Le génocide des Tutsis au Rwanda a une répercussion sur l'Église catholique au Burundi dans son ensemble, et même si elle n'est complice du génocide, les Tutsis burundais l'accusent d'être un obstacle à leurs objectifs et les Hutus affirment que l'Église n'en fait pas assez pour contrer la discrimination que les Tutsis pratiquaient contre eux. Pendant la Guerre civile burundaise de 1993 à 2005, l'Église catholique appelle à la paix. Pendant le conflit, de nombreux religieux sont agressés et assassinés. En 1996, Joachim Ruhuna (de), l'archevêque de Gitega, est assassiné par un Tutsi. La violence en réponse des Hutus contre d'autres catholiques est forte, comme le massacre de 40 personnes au séminaire de Buta. L'Organisation de l'unité africaine impose des sanctions au Burundi qui sont contestées par le pape Jean-Paul II et les évêques de la nation. Après une déclaration conjointe des évêques du Burundi et du Rwanda, cet embargo est suspendu en 1999.
Le 7 septembre 2014, le pays est choqué par la survenue du meurtre brutal de trois sœurs missionnaires italiennes : Lucia Pulici (75 ans), Olga Raschietti (82 ans) et Bernadetta Boggian. Dans deux attaques distinctes, les sœurs furent violées, battues et poignardées à mort dans la capitale de Bujumbura. La police déclare que Christian Butoyi Claude, 33 ans, avait avoué le crime, disant que le couvent avait été construit dans son terrain familial.
Lors d'une réunion entre les évêques du Burundi et le président Pierre Nkurunziza, il est déclaré que « dans tous les diocèses burundais, il y aurait un synode sur la paix et la réconciliation dans l'église et dans tout le Burundi ». L'église, en plus des travaux pastoraux, développe également un rôle social important dans le pays, notamment la scolarisation.
En 2015, le président Nkurunziza se présente pour une réélection pour demander un troisième mandat, ce qui est interdit par la Constitution et l'accord de paix conclu après la guerre civile. À la suite d'une tentative de coup d'État en mai 2015, le gouvernement bloque les réseaux sociaux et toutes les grandes radios privées sont interdites d'émettre, y compris Radio Maria, appartenant à l'Église catholique. L'Église catholique ne soutient pas la candidature du président Nkurunziza, demandant un dialogue politique inclusif. Le 27 mai 2015, une semaine avant les élections législatives, la Conférence des évêques annonce que l'église retirerait tout le clergé qui travaillerait avec la Commission électorale. La justification de cette décision est que l'Église a une mission de réconciliation, elle ne peut pas participer à un processus où il n'y a pas de consensus. Peu de temps après, la paroisse catholique de Muramba est forcée de fermer après que les militants du parti gouvernemental ont insulté les prêtres, trois prêtres catholiques doivent abandonner le territoire burundais après avoir reçu des menaces de mort. Les membres du gouvernement critiquent l'opposition catholique à la réélection de Nkurunziza. Cependant, après juin 2016, aucune attaque verbale contre l'église n'est enregistrée. Pendant ce troisième mandat, la liberté religieuse est restreinte. En 2018, la réglementation et la conciliation des confessions religieuses sont établies comme une sorte de mesure de sécurité pour s'assurer que les organisations religieuses se conforment aux lois.
Lors des élections présidentielles de 2020 qui aboutissent à la prise du pouvoir par Évariste Ndayishimiye, un catholique, l'Église catholique fournit 2 716 observateurs le jour du vote puis dénonce les irrégularités et les incohérences dans le processus électoral. D'un autre côté, l'Église catholique choisit de rencontrer le gouvernement pour un nouvel accord sur la liberté religieuse. Le président contacte les évêques catholiques pour demander un soutien dans les projets gouvernementaux. Le 26 mars 2022, le président Évariste Ndayishimiye est reçu par le pape François au Vatican. En 2023, le ministère de l'Intérieur et la conférence des évêques catholiques du Burundi signent un accord de reconnaissance mutuelle. Toutefois, en 2024, l'Église catholique du Burundi dénonce une dérive autoritaire de l'État.

## Organisation ecclésiastique
- Archidiocèse de Bujumbura
  - Diocèse de Bubanza
- Archidiocèse de Gitega
  - Diocèse de Muyinga
  - Diocèse de Ngozi
  - Diocèse de Rutana
  - Diocèse de Ruyigi